# Leucopardus
Leucopardus é um género de traça pertencente à família Arctiidae.